# 聖カタリナの神秘の結婚 (プッサン)
『聖カタリナの神秘の結婚』（せいカタリナのしんぴのけっこん、仏: Le Mariage mystique de sainte Catherine、英: The Mystic Marriage of Saint Catherine）は、17世紀フランスの画家ニコラ・プッサンが1628-1629年ごろに油彩で制作した絵画で、プッサンの絵画としては例外的にキャンバスではなく、5枚のオーク板上に描かれている
。主題は、聖カタリナの神秘の結婚 (Mystical marriage of Saint Catherine) である。作品は1973年以来、エジンバラのスコットランド国立美術館に所蔵されている。

## 作品

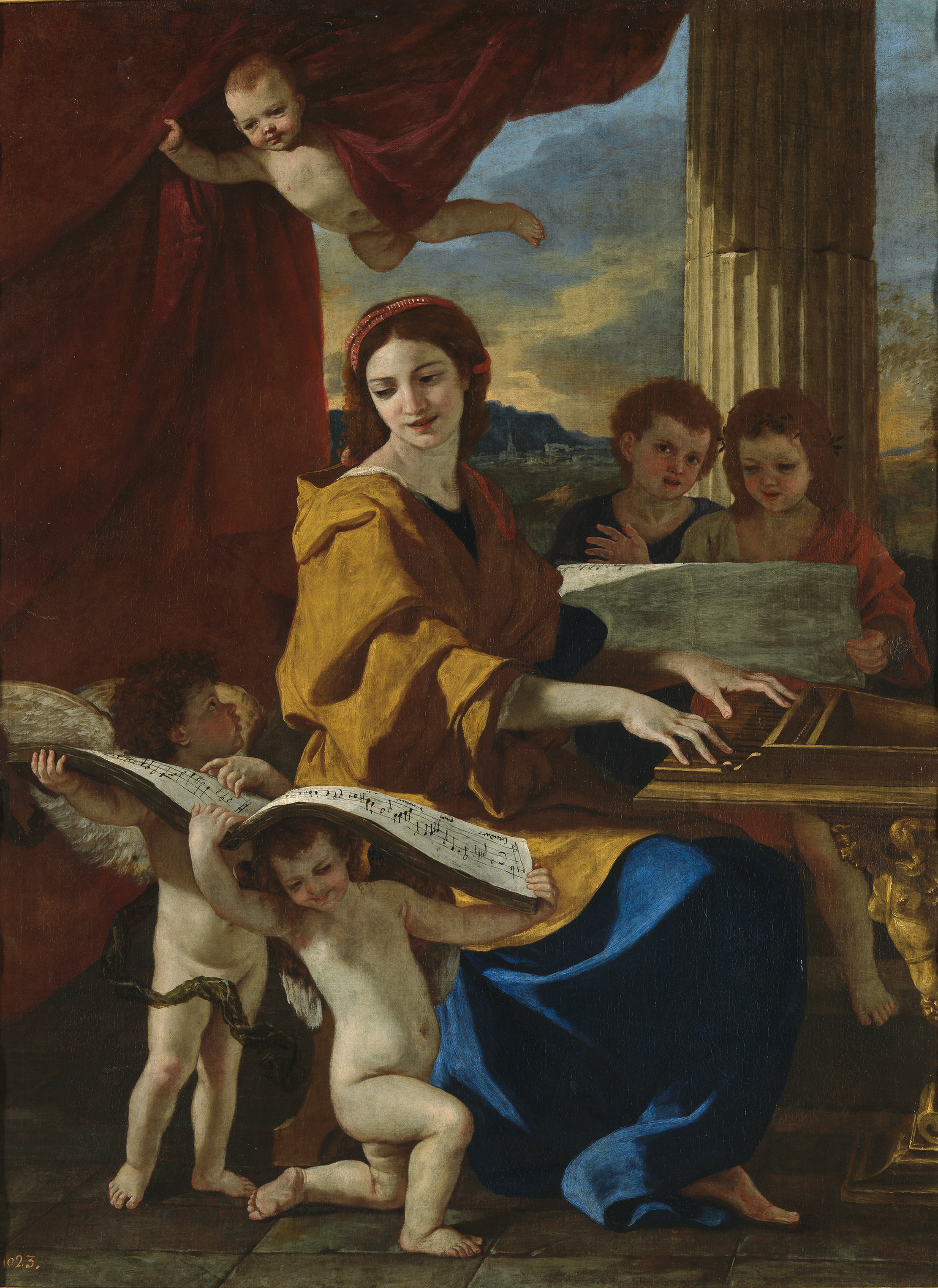
プッサン『聖チェチリア』 (1625年ごろ)、プラド美術館、マドリード

アレクサンドリアのカタリナは、4世紀にキリスト教徒としてエジプトで洗礼を受けた。彼女に求婚を拒否されたローマ皇帝マクセンティウスは、当時最高の賢者を50人招集し、彼女が信仰を捨てるよう説得することを命じた。ところが、カタリナの学識は逆に彼らをキリスト教に改宗させるほど卓越していた。牢獄に幽閉しても奇跡で守られる彼女に皇帝は業を煮やし、刃を仕込んだ大きな車輪で彼女を引き裂き、処刑するよう命じる。しかし、車輪は奇跡的に壊れ、後にカタリナは斬首された。シュロの枝と剣は彼女の殉教を象徴する。
画面には、8人の人物があたかも古代のフリーズ彫刻のように横一面に表されている。左側の聖母マリアは赤い衣服と青いマントを身に着け、膝に幼子イエス・キリストを抱いている。イエスは、聖カタリナの指に指輪をはめている。彼女の背後には、聖カタリナの殉教で使われた剣を持った天使がいる。 聖カタリナの左側には、彼女とイエスの神秘の結婚を目撃している他の2人の天使がいる。聖母の背後には2人の幼い天使がおり、そのうちの1人は手にシュロの枝を持っている。美術史家ジョン・スミスが1837年に述べたところによると、「この絵画は、色彩の点で非常に豊潤で調和がある」。豊かな色彩の衣服および堅固な人物像は、イタリア・ルネサンスの画家ラファエロとティツィアーノの影響を示している。なお、聖カタリナの顔は、プッサンの『聖チェチリア』 (1625年ごろ、プラド美術館、マドリード) 中のチェチリアの顔と同じものである。

## 来歴
本作は、1657年に死去したカッシアーノ・ダル・ポッツォに所有されていた。後の1786年には、前年に死去したハンフリー・モーリスから、ジョン・アシュバーナムにより購入された。19世紀には何度かクリスティーズの競売にかけられたが、1886年にはハーバート・クック卿に取得された。その後、フランシス・クックに継承されたが、彼は1946年に本作と家族の美術コレクションの多くを売却した。次いで、作品はデヴォンにあるティヴァートン (Tiverton) のジョン・ヒースコート＝アモリーの所有となったが、彼の死後の1973年にスコットランド国立美術館に遺贈された。